# پیتر بلاو
پیتر مایکل بلاو (به انگلیسی: Peter Michael Blau)؛ (۷ فوریه ۱۹۱۸–۱۲ مارس ۲۰۰۲) جامعه‌شناس و نظریه‌پرداز آمریکایی بود. او در وین اتریش زاده شد. در سال ۱۹۳۹ به ایالات متحده فرار کرد. رساله دکتری را با رابرت کی. مرتن (۴ ژوئیه ۱۹۱۰-۲۳ فوریه ۲۰۰۳) در دانشگاه کلمبیا در سال ۱۹۵۲ با نظریه‌ای برای پویایی دیوان‌سالاری ارائه کرد. سال بعد، به وی استادی دانشگاه شیکاگو پیشنهاد شد، جایی که از ۱۹۵۳ تا ۱۹۷۰ تدریس کرد. او همچنین به عنوان پروفسور پیت در دانشگاه کمبریج در بریتانیا، به عنوان یک دانشجوی ارشد در کالج کینگ و همچنین استاد افتخاری ممتاز در آکادمی علوم اجتماعی تیانجین که به تأسیس آن کمک کرد. در سال ۱۹۷۰ او به دانشگاه کلمبیا بازگشت و آنجا با رتبه استاد ممتاز بازنشسته شد. از سال ۱۹۸۸ تا ۲۰۰۰ او به عنوان پروفسور پژوهشی ممتاز روبرت برتون در دانشگاه کارولینای شمالی، چاپل هیل، تگزاس در همان گروه همسرش جودیت بلاو تدریس کرد، در حالی که به نیویورک رفت و آمد می‌کرد تا با دانشجویان و همکاران دانش‌آموخته دیدار کند.
یکی از مهمترین مشارکت‌های بلاو در نظریه اجتماعی، کار او در رابطه با نظریه مبادله اجتماعی است که توضیح می‌دهد چگونه تبادل اجتماعی در مقیاس کوچک به‌طور مستقیم با ساختار اجتماعی ارتباط دارد.
او همچنین نخستین کسی بود که طیف وسیعی از نیروهای اجتماعی را ترسیم کرد که توسط میلر مکفرسون «فضای بلاو» نامیده شد. این ایده یکی از اولین ایده‌هایی بود که افراد را گرفت و آنها را در فضایی چند بعدی توزیع کرد. «فضای بلاو» هنوز به عنوان راهنمای جامعه‌شناسان مورد استفاده قرار می‌گیرد و به گونه‌ای گسترش یافته‌است که شامل حوزه‌هایی از جامعه‌شناسی است که هیچگاه به‌طور خاص توسط خود بلاو پوشش داده نشده‌است.
بلاو در سال ۱۹۷۴ به عنوان شصت و ششمین رئیس انجمن جامعه‌شناسی آمریکا خدمت کرد.

## اوایل زندگی و سابقه خانوادگی
پیتر بلو در سال ۱۹۱۸ در وین زاده شد، چند ماه پیش از فروپاشی امپراتوری اتریش - مجارستان. او با افزایش قدرت  فاشیستی در اروپا و تأثیر هیتلر در اتریش در خانواده ای یهودی بزرگ شد. بلاو در هفده سالگی به سبب خیانت محکوم شد زیرا در مقالاتی که برای روزنامه زیرزمینی  حزب کارگر سوسیال دموکرات نوشته بود علیه سرکوب دولت صحبت می‌کرد و بعداً زندانی شد. بلاو در زندان فدرال وین به ده سال حبس محکوم شد.
وی اندکی پس از آن از زندان آزاد شد و ممنوعیت فعالیت سیاسی به سبب به قدرت رسیدن ناسیونال سوسیالیست‌ها برداشته شد. هنگامی که آلمان نازی  ضمیمه اتریش، بلاو در ۱۳ مارس ۱۹۳۸ تلاش کرد به چکسلواکی فرار کند. بلاو و خواهرش - که به انگلیس اعزام شده بودند - موفق به فرار شدند ولی سایر اعضای خانواده او تصمیم گرفتند در اتریش بمانند. تلاش اولیه بلاو برای فرار ناموفق بود زیرا او توسط گشت مرزی نازی‌ها دستگیر شد و دو ماه در زندان ماند. در طول دو ماه بازداشت، شکنجه شد، گرسنگی کشید و مجبور شد فقط گوشت خوک بخورد.
با این حال، او بار دیگر آزاد شد و راهی پراگ گردید. هنگامی که هیتلر  چکسلواکی را اشغال کرد، دوباره فرار کرد و به‌طور غیرقانونی به وین بازگشت تا بار دیگر با والدین خود دیدار کند. در تاریکی شب، بلاو در قطاری مخفی شد تا از مرز فرانسه عبور کند. در آنجا او خود را به عنوان نیروهای متفقین معرفی کرد که هنوز سیاست خود را مبنی بر قرار هر کسی که دارای گذرنامه آلمانی - حتی یهودیان - در اردوگاه‌های کار بود تغییر نداد. او چندین هفته را به عنوان اسیر جنگی فرانسه در خرد کردن انگور در بوردو گذراند. هنگامی که سیاست در مورد یهودیان معکوس شد، او توانست سفر خود را به هاور، فرانسه ادامه دهد و از طریق گروهی از مبلغین تحصیل کننده در ایلینوی، بورسیه پناهندگی از کالج آمهرست در ایلینوی دریافت کرد. سپس بلاو با کشتی دگراسه به آمریکا مهاجرت کرد و در ۱ ژانویه ۱۹۳۹ به نیویورک رسید. او بعداً در کالج آمهرست تحصیل کرد و مدرک خود را در جامعه‌شناسی در سال ۱۹۴۲ گرفت و در سال ۱۹۴۳ شهروند ایالات متحده شد. بلاو در سال ۱۹۴۲ به عنوان عضو اتحادیه به اروپا بازگشت. ارتش ایالات متحده، با توجه به مهارت‌هایش در زبان آلمانی، از او به عنوان بازجو استفاده می‌کرد و به سبب انجام وظایفش، ستاره برنز را دریافت کرد. در این زمان بود که به بلاو خبر رسید خانواده‌اش در آشویتس کشته شده‌اند.

## نظریه
برای بلاو، نظریه‌های جامعه‌شناختی از طریق استنتاج منطقی تولید می‌شدند. بلاو مطالعات نظری را با بیان یک بیانیه یا فرض اساسی در مورد جهان اجتماعی آغاز کرد که سپس با پیش‌بینی‌های منطقی آن اثبات شد. بلاو ادعا می‌کرد این اظهارات را نمی‌توان بر اساس یک آزمون تجربی تأیید یا رد کرد. در عوض، بیشتر از یک آزمون تجربی، می‌توان به «پیامدهای منطقی» یک نظریه اعتماد کرد. تنها در صورتی که آزمایش‌های تجربی ادامه‌دار با نظریه در تضاد باشد، می‌توان این نظریه را اصلاح کرد یا اگر نظریه جدیدی به جای آن ارائه شود، به کلی کنار گذاشته شود. اعتماد به منطق و رویکرد قیاسی به نظریه اجتماعی، بلاو را با فلسفه اثبات‌گرایی و جامعه‌شناسان کلاسیک فرانسوی، آگوست کنت و امیل دورکیم نزدیک می‌کند. بلاو همچنین نظریه جامعه‌شناختی خود را در هر دو سطح خرد و کلان متمرکز کرد و اغلب این دو را در طول پژوهش‌هایش بهم مرتبط کرد.

### ساختارهای جمعیتی
ساختارهای جمعیتی و رابطه آنها با تعامل اجتماعی یکی دیگر از علایق اولیه در کار بلاو بود. بلاو باورمند بود ساختار جمعیت دستورالعمل هایی را برای رفتارهای خاص انسانی، به ویژه روابط بین گروهی ایجاد می کند. بلاو تعدادی نظریه برای توضیح جنبه های ساختار جمعیت ایجاد کرد که شانس روابط بین گروهی را افزایش داد. بلاو ساختار اجتماعی را تا حدودی پایدار می‌دانست ولی او دو پدیده را شناسایی کرد که معتقد بود به تغییرات ساختاری در یک جمعیت کمک می‌کنند: تحرک اجتماعی و تضاد. بلاو فکر می کرد تحرک اجتماعی، که او آن را به عنوان "هر حرکتی در یک جمعیت توسط یک فرد" توصیف می کند، برای روابط بین گروهی در ساختار جمعیت مفید است و سناریوهای مختلفی را شامل روابط اجتماعی و تحرک تئوریزه کرد. بلاو همچنین توضیحاتی را برای علل ساختاری تعارض، با تمرکز بر توزیع جمعیت به عنوان یک علت درگیری جدا از مسائل فردی یا سیاسی، تئوری 
کرد. به گفته بلاو، تعارض ساختاری با نابرابری وضعیت گروه ها، اندازه گروه، تحرک اجتماعی بین گروه ها و احتمال تماس اجتماعی بین گروه ها مرتبط است. بلاو تشخیص داد که پیشگیری از درگیری در ساختار جمعیتی از طریق "وابستگی های چند گروهی و تقاطع در جوامع پیچیده" امکان پذیر است.

### نظریه مبادله اجتماعی
مبادله اجتماعی توضیحی از تعاملات و روابطی ارائه می دهد که بلاو در حین تحقیق مشاهده کرد. او باورمند بود مبادله اجتماعی می تواند منعکس کننده رفتاری باشد که به اهداف رسانه ای اجتماعی معطوف است. پیتر از این فرض شروع کرد که تعامل اجتماعی برای مردم ارزش دارد، و اشکال و منابع این ارزش را به منظور درک نتایج جمعی، مانند توزیع قدرت در یک جامعه، بررسی کرد. مردم در تعاملات اجتماعی شرکت می کنند که ما نمی خواهیم عمیقاً در مورد آنها فکر کنیم، اما بلاو پیشنهاد کرد که به همین دلیل است که مردم در معاملات اقتصادی شرکت می کنند. آنها به چیزی از افراد دیگر نیاز دارند، مبادله. این منجر به افزایش مبادلات اجتماعی می‌شود که در آن افراد سعی می‌کنند از بدهی خود دور بمانند، زیرا به آنها مزیت و همچنین قدرت بالقوه می‌دهد. اگر چه مبادله اجتماعی می تواند واقعی باشد، اما زمانی که هدف فرد برای دور ماندن از بدهی یا گرفتن چیزی در ازای آن، خودخواهی است. "تمایل به کمک به دیگران اغلب با این انتظار ایجاد می شود که انجام این کار باعث پاداش اجتماعی شود." بلاو توضیح داد مبادله اجتماعی بین افراد یا از پاداش‌های ذاتی (چیزهایی مانند عشق یا تحسین) ناشی می‌شود یا از پاداش‌های بیرونی (پول و غیره). بلاو تفاوت بین مبادله اجتماعی و خرید کالا را بیان کرد و اظهار داشت که یک مؤلفه احساسی در مبادله اجتماعی وجود دارد که در معاملات روزمره وجود ندارد.
بلاو همچنین مبادله اجتماعی را مورد مطالعه قرار داد که در روابط رخ می دهد. او باورمند بود بیشتر دوستی‌های پررونق زمانی اتفاق می‌افتد که هر دو شرکت‌کننده در سطح یکسانی باشند و پتانسیل برابر برای مبادله و منفعت را در طول رابطه فراهم کنند. وی همچنین مبادله اجتماعی شرکا و چگونگی جمع شدن این روابط در وهله اول را مورد مطالعه قرار داد. بلاو توضیح می دهد چگونه روابط محبت آمیز از طریق مبادله برخی از ویژگی های مطلوب به وجود می آید که یک فرد را به سوی دیگری جذب می کند. بلاو به این موضوع می پردازد که چگونه موقعیت، زیبایی و ثروت برخی از ویژگی های کلیدی هستند که افراد در جست و جوی آنها در یک شریک زندگی می کنند و موفق ترین روابط زمانی رخ می دهد که هر دو طرف دارای ویژگی های ارزشمندی باشند که می توانند از آنها بهره مند شوند.

### نظریه سازمانی
برخی از اولین کمک های عمده بلاو به جامعه شناسی در زمینه سازمان ها بود. اولین انتشار او با عنوان «دینامیک بوروکراسی» (1955)، موجی از مطالعات سازمانی پس از وبری را برانگیخت. تحقیقات سازمانی شامل بررسی این موضوع بود که تا چه اندازه تصویر دریافتی از بوروکراسی وبری - یک سیستم کارآمد و مکانیکی از نقش‌ها - در مطالعه تجربی تعامل اجتماعی در سازمان‌ها تحت بررسی دقیق قرار گرفته است. بلاو، در تحقیق و مطالعه خود، راه هایی را که در آن زندگی واقعی سازمان در امتداد کانال های غیررسمی تعامل و تبادل اجتماعی-عاطفی ساختار یافته است، برجسته کرد. بلاو رویکرد متفاوتی را در گروه موضوعی اصلی برای جامعه‌شناسی سازمانی انجام داد، و بیشتر بر روی کارگران یقه‌سفید تمرکز کرد تا یقه آبی‌ها، و بر روابط بین کارگران تمرکز کرد. او همچنین در مورد اینکه چگونه نظام های وضعیت اولیه شکل گرفته برای ادامه عملکرد این سازمان ها به عنوان ساختار رسمی وضعیت مهم هستند، بحث کرد. از این رو، بسیاری از کارهای بلاو که شامل سازمان‌ها می‌شد، بر تعامل بین ساختار رسمی، شیوه‌های غیررسمی و فشارهای بوروکراتیک و چگونگی تأثیر این فرآیندها بر تغییرات سازمانی متمرکز بود.
دومین مشارکت عمده بلاو در تحلیل سازمانی حول مطالعه عوامل تعیین کننده "مولفه های بوروکراتیک" سازمان ها بود. او اطلاعات 53 آژانس امنیت استخدامی در ایالات متحده و 1201 دفتر محلی را جمع آوری کرد. نتیجه این تحقیق نظریه عمومی تمایز در سازمان ها بلاو (1970) بود. این قطعه تاثیر فوری در حوزه سازمان ها و مهمتر از آن جامعه شناسی آمریکایی داشت.
بلاو چندین تعمیم به دست آورد که مهمترین آنها عبارتند از:
1. افزایش اندازه منجر به افزایش تعداد موقعیت های متمایز (تمایز) در یک سازمان با نرخ کاهشی می شود، و
2. با افزایش اندازه، مؤلفه اداری (کارکنانی که مستقیماً درگیر تولید نیستند، بلکه در هماهنگی هستند) کاهش می یابد.[۱۴]

با این حال، با دور شدن جامعه‌شناسی سازمانی از تعمیم‌های یکپارچه درباره عوامل تعیین‌کننده ساختار درون سازمانی و به مطالعه محیط‌های سازمانی، این کار خاص تأثیر کوتاهی داشت.

## نقل قول
یکی از مشهورترین نقل قول‌های او این است: «اگر اسکیمو در اطراف شما نباشد، نمی‌توان با اسکیمو ازدواج کرد».
«هدف» اعلام شده از کار پیتر بلاو عبارت بود از: «درک ساختار اجتماعی بر اساس تجزیه و تحلیل فرایندهای اجتماعی حاکم بر روابط بین افراد و گروه‌ها. پرسش اساسی… این است که چگونه زندگی اجتماعی در ساختارهای پیچیده‌ای از ارتباطات بین انسان‌ها سازماندهی می‌شود.»

## میراث
پیتر بلاو نقش مهمی در شکل‌گیری حوزه جامعه‌شناسی مدرن ایفا کرد و یکی از تأثیرگذارترین جامعه‌شناسان آمریکایی پس از جنگ است. او را به عنوان آخرین «نظریه‌پرداز بزرگ» جامعه‌شناسی آمریکا در قرن بیستم می‌دانند. در حالی که کار بلاو در تمایز سازمان‌ها کوتاه مدت بود، شیوه پژوهش او این‌طور نبود. او نمونه‌ای از نحوه انجام پژوهش و چگونگی ساخت نظریه ارائه کرد. وی ثابت کرد نظریه قیاسی عمومی و ارزشمند در جامعه‌شناسی امکان‌پذیر است. بلاو سرانجام راه را برای بسیاری از جامعه‌شناسان جوان هموار کرد که بعدها از شیوه‌های مشابه تحقیق و نظریه قیاسی استفاده کردند. علاوه بر آن، او به همراه اوتیس دادلی دانکن، رگرسیون چندمتغیره و تحلیل مسیر را به مخاطبان جامعه‌شناسی معرفی کرد. این دو روش در حال حاضر از روش‌های پیشرو در جامعه‌شناسی کمی هستند. نظریه‌های بنیادی بلاو همچنان به پیشرفت در علوم اجتماعی کمک می‌کند و هنوز از ایده‌های او به‌طور گسترده استفاده می‌شود.